# Капане (Лука)
Капане је насеље у Италији у округу Лука, региону Тоскана.
Према процени из 2011. у насељу је живело 66 становника. Насеље се налази на надморској висини од 21 м.